# La chiave di Sara
La chiave di Sara (Elle s'appelait Sarah) è un film del 2010 diretto da Gilles Paquet-Brenner. Tratto dall'omonimo romanzo di Tatiana de Rosnay e interpretato da Kristin Scott Thomas e dalla "bimba-prodigio" Mélusine Mayance, affronta un episodio poco noto della Shoah durante l'occupazione nazista di Parigi: il rastrellamento del Velodromo d'Inverno.

## Trama
Parigi, 16-17 luglio 1942. Durante il Rastrellamento del Velodromo d'Inverno (olocausto), che porta all'arresto e alla deportazione di migliaia di ebrei parigini, viene catturata anche la famiglia di Sarah Starzynski, di dieci anni. La bambina però riesce a nascondere il fratello minore Michel in un armadio a muro, chiudendolo dentro a chiave e facendogli promettere di aspettare il suo ritorno, pensando così di poterlo salvare dal rastrellamento.
Parigi, ai giorni nostri. Julia Jarmond è una giornalista statunitense, residente da anni nella capitale francese. Sposata con l'architetto Bertrand Tézac, ha una figlia adolescente, Zoe. Il caporedattore della rivista per la quale lavora le affida un articolo sui fatti del Rastrellamento del Velodromo d'Inverno, dei quali si era già occupata precedentemente per un'altra rivista. Julia inizia così le ricerche, scoprendo che la casa dei suoi suoceri al numero 36 di Rue de Saintonge, nella quale sta per trasferirsi, era appartenuta a una famiglia di ebrei deportati proprio durante il Rastrellamento del 16 e 17 luglio 1942. I coniugi Starzynski risultano essere morti ad Auschwitz, mentre dei due figli non c'è traccia in nessun documento relativo alle deportazioni e ai morti nei campi. 
Turbata dalla notizia, inizierà a fare ricerche, che la condurranno alla vita di Sarah, che nel film viene raccontata con numerosi flashback: la bambina, dopo essere stata rinchiusa nel Velodromo per alcuni giorni, sarà portata in un campo di transizione dal quale riuscirà a scappare insieme ad un’amica, aiutata da una guardia. Le due bambine troveranno rifugio in una fattoria, ma poco dopo l'amica di Sarah morirà per difterite nella casa di due anziani che le hanno protette. Infine, grazie alla stessa coppia di anziani, riuscirà a tornare nella sua vecchia casa di Parigi, ora abitata da nuovi inquilini, per salvare il fratello: il bimbo però è già morto da giorni e il suo corpo, in avanzato stato di decomposizione, verrà ritrovato nell’armadio dalla stessa Sarah, che urla disperatamente.
Julia, che scopre di essere incinta e, contrariamente al marito, desidera non abortire, inizierà la ricerca della donna, nel tentativo di scoprire se è ancora viva e sapere cosa le è successo dopo la fine della guerra. Viaggiando da un posto all'altro per scoprire i discendenti di Sarah, trova a Firenze l'unico figlio di lei, di nome William, ignaro di tutto: della vera ragione della morte della madre, del suo vero cognome, del passato oscuro di Sarah, morta per suicidio dovuto alla profonda tristezza che provava. Julia così decide di incontrare William a Firenze, ma l’uomo, scioccato e incredulo sul passato della madre, decide di non ascoltare più la storia, secondo lui, “non vera” e di non essere più contattato da Julia. Dispiaciuta e triste per l’accaduto, Julia torna a Parigi cercando di riaggiustare le cose con il marito, ma allo stesso tempo voltando pagina, rifiutandosi di trasferirsi nell’appartamento che fu degli Starzynski con la famiglia e tenendo il bambino che tanto desiderava. Nel frattempo William va a trovare il padre (morente) per cercare delle risposte. È confuso, vuole la verità e il padre gli confessa tutto: la storia di Sarah è vera. Gli racconta il passato della madre, dell’incidente d'auto in cui è morta (che in realtà è stato un suicidio), della forte paura della donna che, dopo la nascita del figlio, l’ha battezzato subito, temendo per la sua vita, se fosse stato visto come un ebreo. Sarah infatti, dopo aver scoperto il fratello morto dentro l’armadio, non è stata più la stessa. Qualcosa in lei si è spento, si è incolpata per non essere riuscita a salvare il fratellino, fino a decidere di farla finita. Infine il padre dà al figlio tutte le testimonianze lasciate da sua madre, tra cui un diario scritto da piccola, con all’interno la chiave.
Passano due anni. Julia, ormai divorziata dal marito, si è trasferita da un anno con la figlia maggiore che studia al College e l’altra figlia di ormai due anni a New York. Un giorno viene contattata da William, che si sentiva in colpa per essersi comportato in modo scortese con lei. I due passano la giornata nel bar preferito da Sarah, cercando di mettere chiarezza sul passato. William ringrazia Julia per avergli fatto scoprire la verità su sua madre e aver aiutato suo padre ad andarsene senza più tenere dentro quel dolore che portava con sé da anni. Julia presenta la figlia a William. Quest’ultimo crede che la bambina si chiami Lucy, ma in realtà è il nome del suo pupazzo. Julia gli dice che si chiama Sarah e William si commuove. Tutto ciò fa presagire un nuovo inizio insieme e, soprattutto, che quella storia potrà essere raccontata ad altre generazioni e mai dimenticata.

## Distribuzione
È stato presentato in anteprima al Toronto International Film Festival il 16 settembre 2010 e poi distribuito in Francia il 13 ottobre dello stesso anno. È uscito nelle sale cinematografiche statunitensi il 22 luglio 2011 e nelle sale italiane il 13 gennaio 2012.

## Riconoscimenti
- 2011 - Premio César
  - Nomination Miglior attrice protagonista a Kristin Scott Thomas
- 2011 - Premio Lumière
  - Miglior attrice protagonista a Kristin Scott Thomas
- 2012 - Golden Reel Award
  - Nomination Miglior montaggio sonoro in un film straniero (Dialoghi e ADR)
- 2010 - Tokyo International Film Festival
  - Premio del pubblico a Gilles Paquet-Brenner
  - Premio della regia a Gilles Paquet-Brenner
  - Nomination Grand Prix a Gilles Paquet-Brenner
- 2011 - Globes de Cristal Awards
  - Miglior attrice a Kristin Scott Thomas
- 2012 - MovieGuide Awards
  - Nomination Miglior film per un pubblico maturo